# Leon Schlesinger
Pour les articles homonymes, voir Schlesinger.
Leon Schlesinger est un producteur américain, né le 20 mai 1884 à Philadelphie, en Pennsylvanie, et mort le 25 décembre 1949 à Los Angeles, en Californie (États-Unis). Il est connu pour avoir fondé la Leon Schlesinger Productions, qui devient par la suite Warner Bros. Cartoons studio, durant l'âge d'or de l'animation d'Hollywood.

## Biographie
Schlesinger est né dans une famille juive à Philadelphie. Après avoir travaillé dans un théâtre comme huissier, chanteur, acteur et manager (dont le Palace Theatre à Buffalo, New York), il fonde Pacific Title & Art Studio en 1919, où la plus grande partie de son activité est produire des cartes de titre pour les films muets. Alors que les images parlantes (« talkies ») les remplacent en 1929 et 1930, Schlesinger trouve le moyen de tirer parti des nouvelles techniques et de rester dans le même secteur d'activité. Certains historiens du cinéma prétendent qu'il a aidé à financer le premier talkie des frères Warner, The Jazz Singer (1927). Il obtient ensuite un contrat avec le studio pour produire sa toute nouvelle série Looney Tunes, et signe avec les animateurs Hugh Harman et Rudy Ising pour créer des dessins animés avec leur personnage de Bosko en vedette. Schlesinger est un homme d'affaires perspicace pour déceler les talents. Quand Harman et Ising quittent Warner Bros avec Bosko en 1934, Schlesinger installe son propre studio sur le terrain de Warner Bros, sur Sunset Boulevard au coin de Van Ness et Fernwood. Il courtise les animateurs d'autres studios, y compris ceux qui étaient partis avec Harman et Ising, dont Bob Clampett. L'un d'eux est Friz Freleng à qui Schlesinger confie la production de Looney Tunes le développement de la série sœur, Merrie Melodies. Le talent de Freleng apparaît rapidement, et l'embauche de Tex Avery, Chuck Jones et Frank Tashlin enrichit encore la production du studio. Viennent ensuite Carl Stalling et Mel Blanc, ces embauches menant à la création de personnages célèbres tels que Porky Pig, Daffy Duck et Bugs Bunny. Schlesinger adopte une approche « sans intervention » vis-à-vis de l'unité d'animation, laissant à ses réalisateurs la liberté de créer ce qu'ils souhaitent, à condition que les films soient réussis.
Schlesinger vend Pacific Title & Art Studio en 1935 pour se concentrer sur son studio d'animation. Il est connu pour ses pratiques commerciales intransigeantes. Ses animateurs travaillent dans un studio délabré (l'unité d'Avery était brièvement assignée à un bungalow qu'ils surnommaient « Termite Terrace »), et Schlesinger ferme brièvement le studio au milieu de l'année 1941 lorsque des employés syndiqués demandèrent une augmentation de salaire. À une autre occasion, il boycotte les Oscars pour ce qu'il prétend être un traitement préférentiel pour les studios de dessin animé Walt Disney et MGM. Il confie certains de ses Looney Tunes à son beau-frère, Ray Katz, pour bénéficier d'allégements fiscaux.
Schlesinger est connu pour son zézaiement. Une histoire récurrente affirme que Mel Blanc a modelé les voix de Daffy Duck et de Sylvester the Cat sur Schlesinger. Cependant, dans l'autobiographie de Mel Blanc, That's not All Folks !, celui-ci contredit cette légende. » : le "slobbery" de Daffy a été développé au fil du temps.
Les animateurs qui travaillent avec Schlesinger le trouvaient parfois prétentieux et un peu stupide, portant trop d'eau de Cologne et s'habillant comme un dandy.
Leon Schlesinger apparaît comme lui-même dans le court métrage de Freleng Vous devriez faire du cinéma (You Ought to Be in Pictures, 1940). Dans ce court métrage, Mel Blanc fait entendre Daffy Duck, Porky Pig et tous les autres personnages, à l'exception de Schlesinger qui a doublé sa voix parce que le studio n'avait pas de caméra sonore. Comme d'autres membres du personnel de dessin animé de Warner, Schlesinger apparaît sous forme de caricature dans des dessins animés tels que Hollywood Steps Out, Russian Rhapsody et Nutty News.
Schlesinger reste à la tête du studio d'animation jusqu'en 1944 quand il vend ses actifs à Warner Bros. Il continue à commercialiser les personnages et dirige l'unité Warners' Theatre Services jusqu'à sa mort d'une infection virale le jour de Noël en 1949 à l'âge de 65 ans. Il a également produit un certain nombre de westerns de série B dans les années 1930. Après que Warner Bros ait acheté le studio de Schlesinger, Eddie Selzer remplace Schlesinger comme producteur.
Schlesinger est passionné de cheval de course et est un des directeurs de la Western Harness Racing Association. Une dépêche de United Press, datée du 10 janvier 1950, signale qu'un directeur a été trouvé pour occuper le poste laissé vacant par son décès. Il est enterré au mausolée de Beth Olam à l'intérieur du Hollywood Forever Cemetery à Hollywood, en Californie.

## Filmographie
- 1929 : Bosko the Talk-Ink Kid
- 1930 : Cryin' for the Carolines
- 1930 : Sinkin' in the Bathtub
- 1930 : Congo Jazz
- 1930 : Hold Anything
- 1930 : Box Car Blues
- 1930 : The Booze Hangs High
- 1931 : Big Man from the North
- 1931 : Ain't Nature Grand!
- 1931 : Ups 'n Downs
- 1931 : Dumb Patrol
- 1931 : Yodeling Yokels
- 1931 : Bosko's Holiday
- 1931 : The Tree's Knees
- 1931 : Smile, Darn Ya, Smile!
- 1931 : Bosko Shipwrecked!
- 1931 : Lady, Play Your Mandolin!
- 1931 : One More Time
- 1931 : Bosko the Doughboy
- 1931 : You Don't Know What You're Doin'!
- 1931 : Bosko's Soda Fountain
- 1931 : Hittin' the Trail for Hallelujah Land
- 1931 : Bosko's Fox Hunt
- 1931 : Red-Headed Baby
- 1932 : Bosko at the Zoo
- 1932 : Pagan Moon
- 1932 : Battling Bosko
- 1932 : Freddy the Freshman
- 1932 : Big-Hearted Bosko
- 1932 : Crosby, Columbo, and Vallee
- 1932 : Bosko's Party
- 1932 : Goopy Geer
- 1932 : Bosko and Bruno
- 1932 : It's Got Me Again!
- 1932 : Moonlight for Two
- 1932 : Bosko's Dog Race
- 1932 : The Queen Was in the Parlor
- 1932 : Bosko at the Beach
- 1932 : I Love a Parade
- 1932 : Bosko's Store
- 1932 : Duke le rebelle (Ride Him, Cowboy)
- 1932 : Bosko the Lumberjack
- 1932 : You're Too Careless with Your Kisses!
- 1932 : Ride Him, Bosko!
- 1932 : La Grande Panique (The Big Stampede)
- 1932 : I Wish I Had Wings
- 1932 : Bosko the Drawback
- 1932 : A Great Big Bunch of You
- 1932 : Bosko's Dizzy Date
- 1932 : Three's a Crowd
- 1932 : Le Fantôme (Haunted Gold)
- 1932 : Bosko's Woodland Daze
- 1933 : The Shanty Where Santy Claus Lives
- 1933 : Bosko in Dutch
- 1933 : One Step Ahead of My Shadow
- 1933 : Bosko in Person
- 1933 : Young and Healthy
- 1933 : The Telegraph Trail
- 1933 : Bosko the Speed King
- 1933 : The Organ Grinder
- 1933 : Wake Up the Gypsy in Me
- 1933 : Frères dans la mort (Somewhere in Sonora)
- 1933 : Bosko's Knight-Mare
- 1933 : I Like Mountain Music
- 1933 : Bosko the Sheep-Herder
- 1933 : Beau Bosko
- 1933 : Shuffle Off to Buffalo
- 1933 : The Man from Monterey
- 1933 : We're in the Money
- 1933 : Bosko's Picture Show
- 1933 : Buddy's Day Out
- 1933 : Bosko the Musketeer
- 1933 : I've Got to Sing a Torch Song
- 1933 : The Dish Ran Away with the Spoon
- 1933 : Bosko's Mechanical Man
- 1933 : Buddy's Beer Garden
- 1933 : Buddy's Show Boat
- 1933 : Sittin' on a Backyard Fence
- 1934 : Buddy the Gob
- 1934 : Pettin' in the Park
- 1934 : Honeymoon Hotel
- 1934 : Buddy and Towser
- 1934 : Buddy's Garage
- 1934 : Buddy's Adventures
- 1934 : Beauty and the Beast
- 1934 : Those Were Wonderful Days
- 1934 : Buddy's Trolley Troubles
- 1934 : Goin' to Heaven on a Mule
- 1934 : Buddy of the Apes
- 1934 : How Do I Know It's Sunday
- 1934 : Buddy's Bearcats
- 1934 : Why Do I Dream These Dreams?
- 1934 : The Girl at the Ironing Board
- 1934 : The Miller's Daughter
- 1934 : Shake Your Powder Puff
- 1934 : Buddy the Detective
- 1934 : Rhythm in the Bow
- 1934 : Buddy the Woodsman
- 1934 : Buddy's Circus
- 1934 : Those Beautiful Dames
- 1934 : Pop Goes Your Heart
- 1934 : Viva Buddy
- 1934 : Buddy the Dentist
- 1935 : Mr. and Mrs. Is the Name
- 1935 : Country Boy
- 1935 : Buddy's Theatre
- 1935 : I Haven't Got a Hat
- 1935 : Buddy's Pony Express
- 1935 : Buddy of the Legion
- 1935 : Along Flirtation Walk
- 1935 : My Green Fedora
- 1935 : Buddy's Lost World
- 1935 : Into Your Dance
- 1935 : Buddy's Bug Hunt
- 1935 : Buddy in Africa
- 1935 : The Country Mouse
- 1935 : Buddy Steps Out
- 1935 : The Merry Old Soul
- 1935 : Buddy the Gee Man
- 1935 : The Lady in Red
- 1935 : A Cartoonist's Nightmare
- 1935 : Little Dutch Plate
- 1935 : Hollywood Capers
- 1935 : Gold Diggers of '49
- 1935 : Billboard Frolics
- 1935 : Flowers for Madame
- 1935 : The Fire Alarm
- 1936 : I Wanna Play House
- 1936 : The Cat Came Back
- 1936 : The Phantom Ship
- 1936 : Boom Boom
- 1936 : Alpine Antics
- 1936 : I'm a Big Shot Now
- 1936 : The Blow Out
- 1936 : Westward Whoa
- 1936 : Plane Dippy
- 1936 : Let It Be Me
- 1936 : Fish Tales
- 1936 : I'd Love to Take Orders from You
- 1936 : Bingo Crosbyana
- 1936 : Page Miss Glory
- 1936 : Shanghaied Shipmates
- 1936 : When I Yoo Hoo
- 1936 : Porky's Pet
- 1936 : I Love to Singa
- 1936 : Porky the Rainmaker
- 1936 : Sunday Go to Meetin' Time
- 1936 : Porky's Poultry Plant
- 1936 : At Your Service Madame
- 1936 : Porky's Moving Day
- 1936 : Toy Town Hall
- 1936 : Boulevardier from the Bronx
- 1936 : Little Beau Porky
- 1936 : The CooCoo Nut Grove
- 1936 : The Village Smithy
- 1936 : Porky in the North Woods
- 1936 : Milk and Money
- 1936 : Bonne Saint-Valentin ! (Don't Look Now)
- 1937 : He Was Her Man
- 1937 : Porky the Wrestler
- 1937 : Quel cochon ! (Pigs Is Pigs)
- 1937 : Porky's Road Race
- 1937 : Picador Porky
- 1937 : The Fella with the Fiddle
- 1937 : Porky's Romance
- 1937 : She Was an Acrobat's Daughter
- 1937 : Porky's Duck Hunt
- 1937 : Porky and Gabby
- 1937 : I Only Have Eyes for You
- 1937 : Clean Pastures
- 1937 : Streamlined Greta Green
- 1937 : Porky's Building
- 1937 : Sweet Sioux
- 1937 : Porky's Super Service
- 1937 : Uncle Tom's Bungalow
- 1937 : Porky's Badtime Story
- 1937 : Plenty of Money and You
- 1937 : Ain't We Got Fun
- 1937 : Porky's Railroad
- 1937 : Get Rich Quick Porky
- 1937 : Speaking of the Weather
- 1937 : Porky's Garden
- 1937 : Dog Daze
- 1937 : I Wanna Be a Sailor
- 1937 : Rover's Rival
- 1937 : The Lyin' Mouse
- 1937 : The Case of the Stuttering Pig
- 1937 : Porky's Double Trouble
- 1937 : Egghead Rides Again
- 1937 : A Sunbonnet Blue
- 1937 : The Woods Are Full of Cuckoos
- 1937 : Porky's Hero Agency
- 1937 : Septembre sous la pluie (September in the Rain)
- 1937 : Little Red Walking Hood
- 1938 : Daffy Duck & Egghead
- 1938 : Porky's Poppa
- 1938 : My Little Buckeroo
- 1938 : Porky at the Crocadero
- 1938 : Jungle Jitters
- 1938 : What Price Porky
- 1938 : The Sneezing Weasel
- 1938 : Porky's Phoney Express
- 1938 : A Star Is Hatched
- 1938 : Porky's Five & Ten
- 1938 : Porky's Hare Hunt
- 1938 : Now That Summer Is Gone
- 1938 : Injun Trouble
- 1938 : Porky the Fireman
- 1938 : Katnip Kollege
- 1938 : Porky's Party
- 1938 : Have You Got Any Castles?
- 1938 : Love and Curses
- 1938 : Porky's Spring Planting
- 1938 : Porky & Daffy
- 1938 : The Penguin Parade
- 1938 : The Major Lied 'Til Dawn
- 1938 : Wholly Smoke
- 1938 : A-Lad-In Bagdad
- 1938 : Cracked Ice
- 1938 : The Isle of Pingo Pongo
- 1938 : Porky in Wackyland
- 1938 : A Feud There Was
- 1938 : Little Pancho Vanilla
- 1938 : Porky's Naughty Nephew
- 1938 : Johnny Smith and Poker-Huntas
- 1938 : You're an Education
- 1938 : Porky in Egypt
- 1938 : The Night Watchman
- 1938 : The Daffy Doc
- 1938 : Daffy Duck in Hollywood
- 1938 : Cinderella Meets Fella
- 1938 : Porky the Gob
- 1938 : Count Me Out
- 1938 : The Mice Will Play
- 1939 : The Lone Stranger and Porky
- 1939 : Dog Gone Modern
- 1939 : It's an Ill Wind
- 1939 : Un crochet qui accroche (Hamateur Night)
- 1939 : Robinhood Makes Good
- 1939 : Porky's Tire Trouble
- 1939 : Gold Rush Daze
- 1939 : Porky's Movie Mystery
- 1939 : A Day at the Zoo
- 1939 : Prest-O Change-O
- 1939 : Chicken Jitters
- 1939 : Bars and Stripes Forever
- 1939 : Porky and Teabiscuit
- 1939 : Daffy Duck and the Dinosaur
- 1939 : Thugs with Dirty Mugs
- 1939 : Kristopher Kolumbus Jr.
- 1939 : Naughty But Mice
- 1939 : Polar Pals
- 1939 : Believe It or Else
- 1939 : Hobo Gadget Band
- 1939 : Scalp Trouble
- 1939 : Old Glory
- 1939 : Porky's Picnic
- 1939 : Dangerous Dan McFoo
- 1939 : Snowman's Land
- 1939 : Wise Quacks
- 1939 : Hare-um Scare-um
- 1939 : Detouring America
- 1939 : Porky's Hotel
- 1939 : Little Brother Rat
- 1939 : Sioux Me
- 1939 : Jeepers Creepers
- 1939 : Land of the Midnight Fun
- 1939 : Naughty Neighbors
- 1939 : Little Lion Hunter
- 1939 : The Good Egg
- 1939 : Pied Piper Porky
- 1939 : Fresh Fish
- 1939 : Porky the Giant Killer
- 1939 : Fagin's Freshman
- 1939 : Sniffles and the Bookworm
- 1939 : Screwball Football
- 1939 : The Film Fan
- 1939 : The Curious Puppy
- 1940 : The Hardship of Miles Standish
- 1940 : Porky's Last Stand
- 1940 : The Early Worm Gets the Bird
- 1940 : Mighty Hunters
- 1940 : Africa Squeaks
- 1940 : Busy Bakers
- 1940 : Ali-Baba Bound
- 1940 : Elmer, apprenti photographe (Elmer's Candid Camera)
- 1940 : Pilgrim Porky
- 1940 : Cross Country Detours
- 1940 : Confederate Honey
- 1940 : Slap Happy Pappy
- 1940 : 3 ours et un chaperon rouge (The Bear's Tale)
- 1940 : Porky's Poor Fish
- 1940 : Sniffles Takes a Trip
- 1940 : You Ought to Be in Pictures
- 1940 : A Gander at Mother Goose
- 1940 : Tom Thumb in Trouble
- 1940 : The Chewin' Bruin
- 1940 : Circus Today
- 1940 : Porky's Baseball Broadcast
- 1940 : Little Blabbermouse
- 1940 : The Egg Collector
- 1940 : A Wild Hare
- 1940 : Ghost Wanted
- 1940 : Ceiling Hero
- 1940 : Patient Porky
- 1940 : Malibu Beach Party
- 1940 : Calling Dr. Porky
- 1940 : Stage Fright
- 1940 : Prehistoric Porky
- 1940 : Bonne nuit Elmer (Good Night, Elmer)
- 1940 : The Sour Puss
- 1940 : Wacky Wildlife
- 1940 : Bedtime for Sniffles
- 1940 : Porky's Hired Hand
- 1940 : Of Fox and Hounds
- 1940 : The Timid Toreador
- 1940 : Shop Look & Listen
- 1940 : Holiday Highlights
- 1941 : Elmer's Pet Rabbit
- 1941 : Porky's Snooze Reel
- 1941 : The Fighting 69½th
- 1941 : Sniffles Bells the Cat
- 1941 : The Haunted Mouse
- 1941 : The Crackpot Quail
- 1941 : The Cat's Tale
- 1941 : Joe Glow, the Firefly
- 1941 : Tortoise Beats Hare
- 1941 : Porky's Bear Facts
- 1941 : Goofy Groceries
- 1941 : Porky's Ant
- 1941 : Toy Trouble
- 1941 : Porky's Preview
- 1941 : The Trial of Mr. Wolf
- 1941 : Farm Frolics
- 1941 : Hollywood Steps Out
- 1941 : Hiawatha's Rabbit Hunt
- 1941 : A Coy Decoy
- 1941 : The Wacky Worm
- 1941 : Porky's Prize Pony
- 1941 : Meet John Doughboy
- 1941 : The Heckling Hare
- 1941 : Inki and the Lion
- 1941 : We, the Animals, Squeak!
- 1941 : Aviation Vacation
- 1941 : Sport Chumpions
- 1941 : Snow Time for Comedy
- 1941 : The Henpecked Duck
- 1941 : Notes to You
- 1941 : All This and Rabbit Stew
- 1941 : The Brave Little Bat
- 1941 : The Bug Parade
- 1941 : Rookie Revue
- 1941 : Robinson Crusoe Jr.
- 1941 : Saddle Silly
- 1941 : Porky's Midnight Matinee
- 1941 : Rhapsody in Rivets
- 1941 : Wabbit Twouble
- 1941 : The Cagey Canary
- 1941 : Porky's Pooch
- 1942 : Pigs in a Polka
- 1942 : Hop, Skip and a Chump
- 1942 : Aloha Hooey
- 1942 : Porky's Pastry Pirates
- 1942 : The Bird Came C.O.D.
- 1942 : Who's Who in the Zoo
- 1942 : Porky's Cafe
- 1942 : Conrad the Sailor
- 1942 : Crazy Cruise
- 1942 : The Wabbit Who Came to Supper
- 1942 : Any Bonds Today?
- 1942 : Saps in Chaps
- 1942 : Horton Hatches the Egg
- 1942 : Dog Tired
- 1942 : The Wacky Wabbit
- 1942 : Daffy's Southern Exposure
- 1942 : The Draft Horse
- 1942 : Nutty News
- 1942 : Lights Fantastic
- 1942 : Hobby Horse-Laffs
- 1942 : Hold the Lion, Please
- 1942 : Gopher Goofy
- 1942 : Double Chaser
- 1942 : Wacky Blackout
- 1942 : Bugs Bunny Gets the Boid
- 1942 : Foney Fables
- 1942 : The Ducktators
- 1942 : The Squawkin' Hawk
- 1942 : Fresh Hare
- 1942 : Eatin' on the Cuff or The Moth Who Came to Dinner
- 1942 : The Impatient Patient
- 1942 : Fox Pop
- 1942 : The Hep Cat
- 1942 : The Sheepish Wolf
- 1942 : The Daffy Duckaroo
- 1942 : The Hare-Brained Hypnotist
- 1942 : A Tale of Two Kitties
- 1942 : My Favorite Duck
- 1942 : Ding Dog Daddy
- 1942 : Case of the Missing Hare
- 1943 : Coal Black and de Sebben Dwarfs
- 1943 : Confusions of a Nutzy Spy
- 1943 : Tortoise Wins by a Hare
- 1943 : Point Rationing of Foods
- 1943 : To Duck... or Not to Duck
- 1943 : The Fifth-Column Mouse
- 1943 : Flop Goes the Weasel
- 1943 : Hop and Go
- 1943 : Super-Rabbit
- 1943 : The Unbearable Bear
- 1943 : The Wise Quacking Duck
- 1943 : Tokio Jokio
- 1943 : Jack-Wabbit and the Beanstalk
- 1943 : The Aristo-Cat
- 1943 : Yankee Doodle Daffy
- 1943 : Wackiki Wabbit
- 1943 : Tin Pan Alley Cats
- 1943 : Porky Pig's Feat
- 1943 : Scrap Happy Daffy
- 1943 : Hiss and Make Up
- 1943 : Les Rendez-vous des mélomanes (A Corny Concerto)
- 1943 : Fin n' Catty
- 1943 : Falling Hare
- 1943 : Fighting Tools
- 1943 : Inki and the Minah Bird
- 1943 : Daffy - The Commando
- 1943 : An Itch in Time
- 1943 : Puss n' Booty
- 1944 : Little Red Riding Rabbit
- 1944 : What's Cookin' Doc?
- 1944 : Tom Turk and Daffy
- 1944 : Bugs Bunny and the Three Bears
- 1944 : I Got Plenty of Mutton
- 1944 : The Weakly Reporter
- 1944 : Swooner Crooner
- 1944 : Russian Rhapsody
- 1944 : Duck Soup to Nuts
- 1944 : Hare Ribbin'
- 1944 : Brother Brat
- 1944 : Buckaroo Bugs
- 1945 : Tokyo Woes
- 1945 : The Good Egg
- 1982 : Uncensored Cartoons
- 2000 : The Bob Clampett Show (série TV)

### Films de western de la Warner
Schlesinger a produit six films de western de série B dans les années 1930 pour la Warner, avec en vedette John Wayne.
- Le Fantôme (Haunted Gold, 1932)
- Duke le rebelle (Ride Him, Cowboy, 1932)
- La Grande Panique (The Big Stampede, 1932)
- The Telegraph Trail (1933)
- Frères dans la mort (Somewhere in Sonora, 1933)
- L'Homme de Monterey (The Man from Monterey, 1933)